# Dichodontium krausei
Dichodontium krausei là một loài rêu trong họ Dicranaceae. Loài này được Lorentz A. Jaeger mô tả khoa học đầu tiên năm 1872.